# Дорогочинский, Акивий Зиновьевич
Акивий Зиновьевич Дорогочинский (5 июня 1912, Грозный, Терская область — 1993, Грозный) — советский нефтехимик, доктор химических наук, директор Грозненского нефтяного научно-исследовательского института (ГрозНИИ) (1936—1975), заведующий кафедрой нефтехимического синтеза Грозненского нефтяного института (1953—1993), изобретатель, ветеран Великой Отечественной войны.

## Биография
Родился в Грозном в семье учителя Зиновия Кивовича (Кирилловича) Дорогочинского (1886, Екатеринодар — 1935, Москва), впоследствии директора горско-еврейской средней школы и инженера-экономиста. Ещё будучи студентом Грозненского нефтяного института Дорогочинский опубликовал ряд научных работ, получивших одобрение ведущих специалистов страны. В 1936 году окончил нефтяной институт, по окончании которого 40 лет работал в ГрозНИИ (с 1938 года заведующий лабораторией термокаталитических процессов). Из этого срока почти 30 лет был первым заместителем директора по научной работе и директором ГрозНИИ. В 1941 году руководил эвакуацией института в Коканд. В 1946 году стал кандидатом химических наук, в 1953 году — доктором, а в 1954 году — профессором.
На основе работ Дорогочинского по сернокислотному алкилированию был написан ряд статей и монографий, а впоследствии эти результаты были реализованы в промышленных установках на многих нефтеперерабатывающих заводах страны. Под его руководством и при его активном участии были разработаны технологии получения высококачественных топлив для реактивной и ракетной техники. В 1971—1974 годах по проектам, разработанным в ГрозНИИ, были введены в строй более 30 крупных промышленных объектов. Многие работы Дорогочинского не потеряли актуальности до наших дней.
Дорогочинский — автор и соавтор более 400 публикаций (из них 16 монографий) и 55 (более 100) изобретений. Он неоднократно выступал с докладами на крупных всесоюзных и международных симпозиумах. С 1954 года — преподаватель Грозненского нефтяного института. В 1962 году в ГНИ им была создана кафедра нефтехимического синтеза, на которой было подготовлено более тысячи специалистов. 60 кандидатов и 16 докторов наук защитили диссертации под его руководством. Ему были присвоены звания «Заслуженный деятель науки и техники ЧИАССР», «Заслуженный деятель науки и техники РСФСР», «Почётный нефтехимик СССР»,. Дорогочинский был удостоен пяти государственных орденов и многих медалей. Его разработки были удостоены нескольких золотых и серебряных медалей ВДНХ.
Абсолютный чемпион Чечено-Ингушской АССР 1941 года по шахматам, 11 раз становился победителем городского первенства Грозного (1928—1954), в 1937 году вышел в полуфинал первенства ВЦСПС, в 1954 году стал чемпионом Грозненской области, кандидат в мастера спорта; выступал также в турнирах по шашкам.

## Семья
- Жена (и соавтор) — научный сотрудник ГрозНИИ Евгения Григорьевна Вольпова (1913—?). 
  - Дочь — Виктория Акивовна Дорогочинская, кандидат технических наук (1973)[7], заведующая лабораторией исследования нефти Грозненского нефтяного научно-исследовательского института (1980—1995), затем доцент кафедры химии и технологии смазочных материалов и химмотологии РГУ нефти и газа имени И. М. Губкина[8].

## Награды
- Пять орденов;
- Медаль «За трудовую доблесть»[9];
- Почётный нефтехимик СССР;

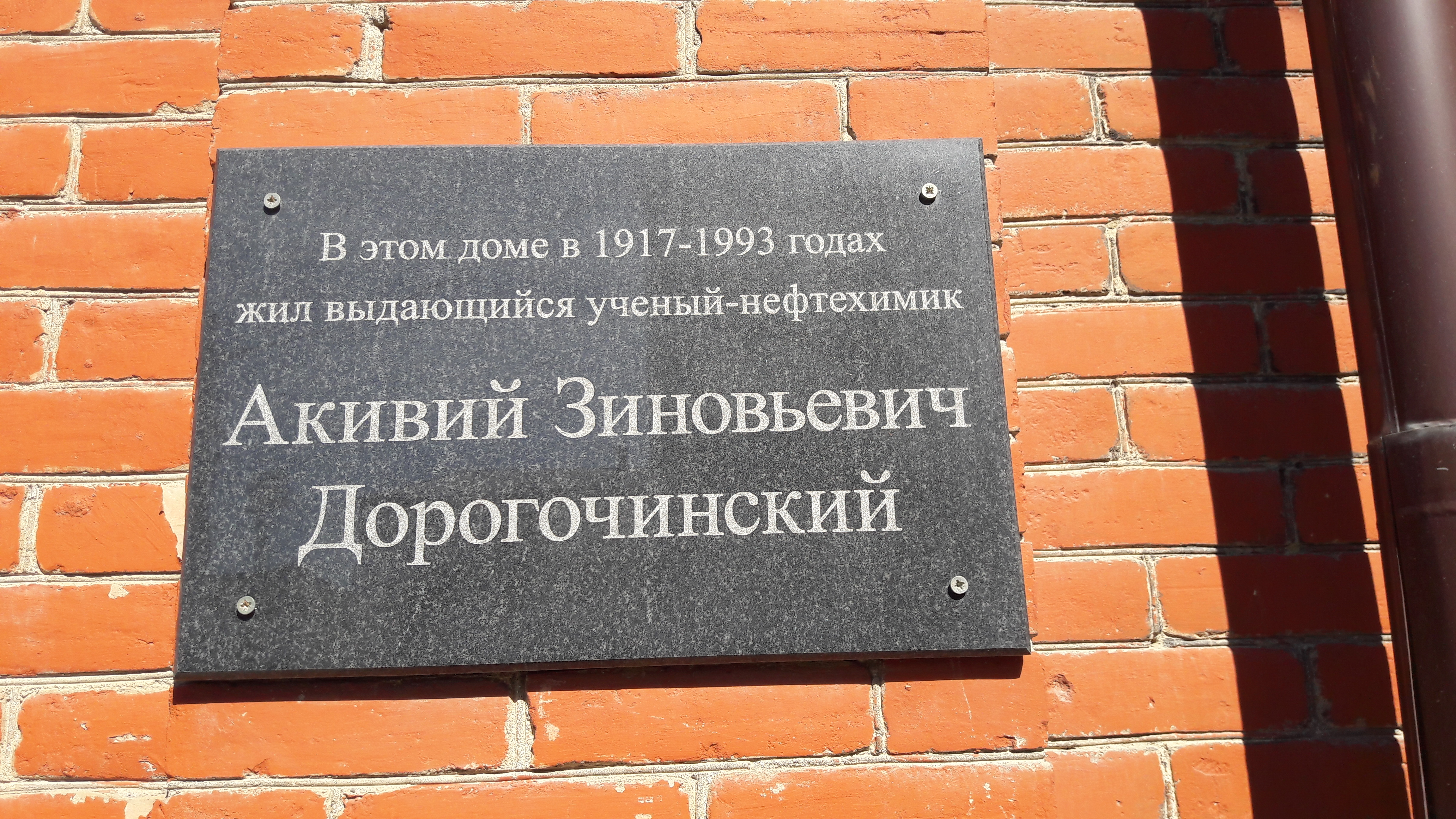
Мемориальная доска на доме, в котором проживал А. З. Дорогочинский.

- Заслуженный деятель науки и техники ЧИАССР;
- Заслуженный деятель науки и техники РСФСР;
- несколько золотых и серебряных медалей ВДНХ;

## Память
В Грозном на доме № 8 по ул. Трошева установлена мемориальная доска:
В этом доме в 1917—1993 годах жил выдающийся учёный-нефтехимик Акивий Зиновьевич Дорогочинский.